# Protosmia burmanica
Protosmia burmanica är en biart som först beskrevs av Charles Thomas Bingham 1897.  Protosmia burmanica ingår i släktet Protosmia och familjen buksamlarbin. Inga underarter finns listade i Catalogue of Life.